# Neon Gold Records
La Neon Gold Records è un'etichetta discografica statunitense e britannica appartenente al gruppo Atlantic Records. È stata fondata nel 2008 dai cantanti Derek Davies e Lizzy Plapinger.